# Xuxa
Xuxa (officieel: Maria da Graça Meneghel) (Santa Rosa (Rio Grande do Sul), 27 maart 1963) is een Braziliaanse actrice, zangeres en televisiepresentatrice.
Ze presenteerde onder meer de televisieshows Xou da Xuxa (1986), El Show de Xuxa (1990), Xuxa (1993) en speelde de rol van Assepoester in de film Xuxa em O Mistério de Feiurinha (2009).
Van 1980 tot 1986 had ze een relatie met Pelé, in het begin van de jaren negentig met Ayrton Senna.
- Biblioteca Nacional de España: XX1499317
- Gemeinsame Normdatei: 119283549
- International Standard Name Identifier: 0000 0000 5934 5290
- Library of Congress Control Number: n92035850
- MusicBrainz: cf07508b-4762-4650-990a-23376e023f55
- Nationale Bibliotheek van Israël: 987007269908305171
- Nederlandse Thesaurus van Auteursnamen: 263997502
- Virtual International Authority File: 13962780
- WorldCat: E39PBJrmbHMCq3CBjTtHrByjmd